# Auditoria externa
Auditoria externa é um ramo da auditoria contábil, área da contabilidade que analisa as demonstrações contábeis, apontando se estas representam a posição patrimonial e financeira, o resultado das operações, as mutações do patrimônio líquido e as origens e aplicações de recursos da entidade auditada consoante os princípios fundamentais da contabilidade e as normas brasileiras de contabilidade. Auditoria externa é sinônimo de auditoria independente.
No Brasil, conforme a Lei 6.385, de 7 de dezembro de 1976, somente as empresas de auditoria contábil ou auditores contábeis independentes, registrados na Comissão de Valores Mobiliários, poderão auditar as demonstrações financeiras de companhias abertas, instituições, sociedades ou empresas.

## Auditoria Externa x Controle Externo
Não se deve confundir Auditoria Externa com Controle Externo. O Controle Externo é a fiscalização exercida pelo Congresso Nacional sobre os atos e atividades da administração pública, para que tais atos e atividades não se desviem das normas preestabelecidas. Esse controle abarca a fiscalização contábil, financeira, orçamentária, operacional e patrimonial, quanto à legalidade, legitimidade, economicidade, aplicação das subvenções e renúncia de receitas. Trata-se de controle político por excelência das atividades do Estado, exercido pelo Poder Legislativo, destinando-se a comprovar a probidade dos atos da administração, a regularidade dos gastos públicos e do emprego de bens, valores e dinheiros públicos e a fiel execução da lei orçamentária. No Brasil, o controle externo exercido pelo Poder Legislativo conta com o auxilio do Tribunal de Contas da União.
O Tribunal de Contas é o órgão responsável pela fiscalização dos gastos públicos (controle externo) no Brasil. No âmbito federal, a responsabilidade é do Tribunal de Contas da União (TCU) e nos âmbitos municipal e estadual, na maioria dos casos, a responsabilidade é dos Tribunais de Contas dos estados (TCE’s). Há exceções em relação aos estados e municípios, pois em alguns estados existe um TCE e também um Tribunal de Contas do Município (TCM), responsável pela fiscalização da capital, ou dos Municípios (TCM), responsável pela fiscalização de todas as cidades do estado. Os Tribunais de Contas analisam, portanto, de acordo com as suas áreas de atuação, as contas dos órgãos públicos. A fiscalização realizada pelo Tribunal é chamada de controle externo. Cabe ao Poder Legislativo exercer esse controle junto aos Poderes Executivo e Judiciário.
Assim, o Tribunal de Contas é um órgão autônomo, que auxilia o Poder Legislativo a exercer o controle externo, fiscalizando os gastos dos Poderes Executivo, Judiciário e do próprio Legislativo. Além de estar sujeito ao controle externo, cada Poder tem a responsabilidade de manter um sistema de controle interno. E, por sua vez, apesar de ser um tribunal, o Tribunal de Contas não faz parte do Poder Judiciário.
Para aumentar a capacidade de o Congresso exercer esse Controle, a Constituição Federal criou o TCU e estabeleceu as competências dispostas no seu art. 71. Além disso, existem outras atribuições previstas na Lei de Responsabilidade Fiscal, na Lei de Licitações e Contratos e na Lei de Diretrizes Orçamentárias. Adicionalmente, o TCU atende a solicitações específicas do Congresso Nacional, como, por exemplo, pronunciar-se conclusivamente sobre indícios de despesas não autorizadas, em razão de solicitação de Comissão Mista de Senadores e Deputados.